# Indústria Aeronáutica Neiva

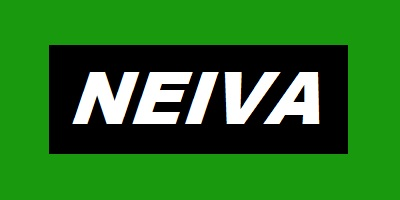
Logo de NEIVA

Indústria Aeronáutica Neiva Ltda. est une entreprise de construction aéronautique brésilienne.

## Historique
Fondée en 1954 à Rio de Janeiro par José Carlos de Barros Neiva, elle commença par produire les planeurs Neiva BN-1 et BN-2. En 1956 elle déménagea à Botucatu, dans l'État de São Paulo, où elle construisit des biplaces d'école P-56 Paulistinha ainsi que le Regente, premier avion de construction métallique produit au Brésil. 
En 1970, elle conçoit un avion de travail agricole qui sera construit par Embraer fondé en 1969, le Embraer EMB 200 Ipanema.
En 1971 sortit l'avion d’entrainement militaire T-25 Universal. 
À partir de 1974, par suite d'un accord avec le constructeur américain Piper, plusieurs modèles Piper sortirent de l'usine de Botucatu. Depuis 1975, Neiva travaille également comme sous-traitant pour Embraer.
Le 11 mars 1980 Indústria Aeronáutica Neiva Ltda devint une filiale d'Embraer, tout en conservant une certaine autonomie. En 2006, elle a été incorporée par Embraer, devenant ainsi une unité axée notamment sur la fabrication d'avions agricoles.
L'EMB 202 Ipanema, version produite à partir de 1982, est devenu en 2005 le premier avion homologué utilisant comme carburant de l'alcool. Le premier exemplaire étant livré le Le 15 mars 2005
En 2010, il reste le seul avion au monde certifié pour voler à l’éthanol, un quart de la flotte en activité sur les plus de 1 100 construit à cette date depuis 1970 employant ce carburant.